# Illuminati (album Lil Masti)
Illuminati – debiutancki album studyjny polskiej influencerki Lil Masti, który został wydany 29 listopada 2019 nakładem wytwórni PROMO Tomasz Woźniakowski, dystrybucji My Music. Wydanie zajęło 20. miejsce na OLiS.

## Twórcy
Opracowane na podstawie materiału źródłowego.
- Lil Masti – wokal, tekst
- Faded Dollars – produkcja, kompozycja
- Love Sounds – produkcja, kompozycja
- P.A.F.F. – produkcja, kompozycja
- Tomasz Woźniakowski – produkcja, kompozycja

## Lista utworów
Opracowane na podstawie materiału źródłowego.
| 1.  | „Fenix”            | 3:39  |
|     |                    |       |
| 2.  | „Illuminati”       | 3:25  |
|     |                    |       |
| 3.  | „Zaprogramowana”   | 3:00  |
|     |                    |       |
| 4.  | „Złota fala”       | 2:52  |
|     |                    |       |
| 5.  | „1 Dollar”         | 2:56  |
|     |                    |       |
| 6.  | „Reset”            | 3:15  |
|     |                    |       |
| 7.  | „Toxic Love”       | 3:21  |
|     |                    |       |
| 8.  | „Szafa łez”        | 3:43  |
|     |                    |       |
| 9.  | „Transerfig”       | 3:03  |
|     |                    |       |
| 10. | „Ja, Matka”        | 3:35  |
|     |                    |       |
| 11. | „Trzecie oko”      | 3:01  |
|     |                    |       |
| 12. | „Fame”             | 2:39  |
|     |                    |       |
| 13. | „Zmiennokształtna” | 4:11  |
|     |                    |       |
|     |                    | 42:40 |
|     |                    |       |

## Najwyższe pozycje na listach

### Pozycje na tygodniowych listach
| Kraj   | Lista | Pozycja |
| ------ | ----- | ------- |
| Polska | OLiS  | 20      |

### Pozycje na dziennych listach
Opracowane na podstawie materiału źródłowego.
| Kraj     | Serwis      | Lista      | Pozycja |
| -------- | ----------- | ---------- | ------- |
| Polska   | iTunes      | All Genres | 12      |
| Polska   | iTunes      | Electric   | 1       |
| Polska   | Apple Music | All Genres | 41      |
| Polska   | Apple Music | Music      | 61      |
| Polska   | Apple Music | Electric   | 1       |
| Czechy   | Apple Music | Electric   | 34      |
| Irlandia | Apple Music | Electric   | 157     |